# Cory Alexander
Cory Lynn Alexander (Waynesboro, 22 giugno 1973) è un ex cestista statunitense, professionista nella NBA e in Italia.

## Carriera
È stato selezionato dai San Antonio Spurs al primo giro del Draft NBA 1995 (29ª scelta assoluta).

## Palmarès
- McDonald's All-American Game (1991)
- Campione NIT (1992)
- All-NBDL First Team (2005)
- All-NBDL Second Team (2003)
- Miglior passatore NBDL (2003)